# Black Widow Records
La Black Widow Records è una casa discografica italiana, fondata a Genova da Massimo Gasperini nel 1990. Il nome è un omaggio all'omonimo gruppo di rock progressivo.
La casa discografica è conosciuta nell'underground per aver rispolverato artisti e gruppi misconosciuti dell'ambiente progressive, psichedelico, heavy metal, hard rock e sperimentale degli anni settanta, in alcuni casi portandoli a riprendere l'attività dopo molti anni. Dopo un inizio come negozio di dischi usati e da collezione cominciò a pubblicare produzioni proprie, comprendenti sia nuove uscite di gruppi contemporanei che la pubblicazione di opere musicali, rimaste del tutto inedite o molto rare, degli anni passati.

## Storia

### 1990-1996: nascita e prime pubblicazioni
La Black Widow Records nacque a Genova nel 1990 come negozio di dischi situato in Via del Campo da un'idea di Massimo Gasperini e Pino Pintabona. Nel 1993 nasce l'omonima casa discografica con lo scopo di produrre e ristampare album dei vari generi del rock alternativo, indipendente ed underground, con una forte predilezione per le varie derivazioni del rock progressivo italiano ed estero. La casa discografica inaugurò così il proprio catalogo con il recupero e la ristampa di Myriam di Crystal Phoenix, un album dalle inclinazioni heavy-dark che rischiava di cadere nel dimenticatoio, pubblicato in prima stampa a tiratura limitata nel 1988 dalla Videostar di Savona. A questo seguirono nello stesso anno il box Looking for the Sun dei neo-progressivi Men of Lake, il primo omonimo album della band goth rock Malombra (prima band di Renato Carpaneto, in arte Mercy) e poi il progressivo Trimegisto dei Runaway Totem.
Nel 1994 entrarono nella scuderia della Black Widow i symphonic/gothic metal romani Dunwich ed poi lo storico gruppo doom metal The Black di Marco Di Donato, che firmò per la casa discografica grazie al giornalista musicale Gianni Della Cioppa che creò l'occasione per l'incontro. Dello stesso anno era la produzione della band neo-progressive Presence con il concept album intitolato The Sleeper Awakes. Questo gruppo musicale napoletano, con le sue derivazioni e con la sua cantante Sophya Baccini, resterà alla Black Widow per molto tempo, contribuendo a renderla sempre più riconoscibile in ambito dark progressive. Altre band entrate alla Black Widow in questo periodo erano Standarte, Abiogenesi, Darxtar e Beggars Farm.

### 1997-2004: L'apertura alle produzioni straniere
Se il 1997 vide l'ingresso di un'altra band che resterà a lungo alla Black Widow come Il Segno del Comando con il loro primo omonimo album, nello stesso anno la casa discografica crebbe sempre più, aprendo alle prime produzioni straniere: Creature of the Velvet Void della statunitense Architectural Metaphor e Spaceage dei texani ST 37, che vedevano sonorità fortemente ispirate allo space/psychedelic rock, fornirono quell'inizio di espansione che più tardi portò la casa discografica a lavorare con alcune delle realtà che avevano ispirato i suoi fondatori fin dagli esordi: Degli Hawkwind pubblicarono The Elf & the Hawk (1998) e poi il disco solista del loro bassista Alan Davey intitolato Chaos Delight (2000), degli stessi Black Widow pubblicarono la versione italiana dell'album Black Widow IV e poi See's the Light of Day (2012) e poi dei Pentagram pubblicarono Review Your Choices (1999), Sub-Basement (2001), A Keg Full of Dynamite (2003) e Show 'em How (2004).
Con ...E tu vivrai nel terrore (1999) e Blue Explosion - Tribute to Blue Cheer (1999) la Black Widow lanciò la lunga fila di compilazioni a tema, inaugurando così sia la serie dedicata alle colonne sonore horror che quella dedicata ai tributi. Alcune compilazioni tributo che seguirono furono il doppio album King of the Witches (Black Widow Tribute) (2000), Beyond the Realm of Death SS (2000) e Daze Öf The Undergröund (A Tribute Tö Hawkwind) (2003).
Un altro incontro importante di questo periodo fu quello con Antonio Bartoccetti, che con la Black Widow pubblicherà e ristamperà materiale vecchio e nuovo delle sue band Jacula ed Antonius Rex. Iniziò così un percorso, che portò la Black Widow a contribuire, con le loro ristampe, alla reunion di alcuni gruppi importanti del Prog rock degli anni '70 come i Goad e gli Spettri di Firenze  oppure Il Cerchio d'Oro di Savona o ancora i Delirium di Genova. Qualcosa di simile era avvenuto anche con gli statunitensi Bedemon che, ormai sciolti da decenni e avendo subìto, nel 2002, la scomparsa del chitarrista originario, si riformarono durante gli anni 2000 e, dopo la pubblicazione da parte della Black Widow della raccolta Child of Darkness: From the Original Master Tapes (2005), contenente brani inediti registrati negli anni '70, entrarono in studio per comporre e pubblicare il loro primo album nel 2012.
Altre band italiane entrate nel catalogo della Black Widow in questo periodo, che ne determineranno profondamente l'identità furono i Runaway Totem e gli Universal Totem Orchestra, gli Akron ed i Areknamés.

### 2005-2015: Nuove produzioni e promozione di eventi
Il 2005 vede un ulteriore ampliamento della casa discografica, che iniziò ad occuparsi anche della promozione di eventi, grazie all'iniziale interessamento del Teatro della Gioventù di Genova. Il circuito si allarga gradualmente coinvolgendo spazi come il Teatro Govi, il Teatro Verdi, il Teatro Albatros e La Claque, dove la Black Widow porterà i grandi nomi del prog storico italiano come Le Orme, i Delirium, i Latte e miele, i Nuova Idea, gli Alphataurus, gli Osanna, i Biglietto per l'inferno e poi del neo-progressive come Il Tempio delle Clessidre. Anche grazie al nuovo percorso di promoter, la Black Widow Records stringe nuovi contatti con band del prog rock delle origini: I Delirium pubblicheranno con loro un album dal vivo registrato il 24 luglio 2006 ed intitolato Vibrazioni notturne (2007), il box con DVD e CD Il viaggio continua: La storia 1970-2010 (2010) e poi gli album Il nome del vento (2009) e L'era della menzogna (2015), i Goad di cui pubblicano gli album In the House of the Dark Shining Dreams (2006), Masquerade (2011), The Silent Moonchild (2015) e Landor (2018) ed Il Balletto di Bronzo di cui pubblicarono il DVD di Live In Rome (2008) e poi gli album The Official Bootleg (2020) e Lemures (2023).